# The Speed Sisters
The Speed Sisters (en español: Las hermanas de la velocidad) es un equipo de carreras de automóviles palestino, compuesto exclusivamente por mujeres, que compite en el circuito de carreras de automóviles profesionales de Cisjordania. Es el primer equipo compuesto solo por mujeres de la región del Medio Oriente.

## Historia
El equipo se formó por primera vez en 2009, con el apoyo del Consulado Británico en Jerusalén, motivo por el que el equipo lleva las banderas palestina y británica. Las mujeres compiten en carreras regulares contra hombres, incluida la Prueba de Velocidad (Speed Test), una carrera anual que comenzó en 2005.
El equipo está formado por seis mujeres. La líder del equipo, Maysoon Jayousi, de Jerusalén, y Mona Ali, de Ramala, que fue una de las primeras corredoras de Palestina, junto con Marah Zahalka, que fue campeona. Nour Daoud, también de Jerusalén, Betty Saadeh, que es la única miembro del equipo que pertenece a una familia adinerada de Belén, y Sahar Jawabra, que lleva el hijab islámico. Con la creciente popularidad de las carreras de autos en todo el mundo musulmán, algunos clérigos musulmanes las han condenado por ser frívolas y antiislámicas. Otros lo llaman haram, o prohibido según la ley islámica.
Mona Ennab y Suna Aweidah son miembros del equipo, esta última la capitana. Una de las miembrs del equipo de las Speed Sisters fue clasificado entre los diez mejores corredores del circuito palestino.
Sahar Jawabrah fue su primer miembro en usar el hijab. Con la creciente popularidad de las carreras de autos en todo el mundo musulmán, algunos clérigos musulmanes las han condenado por ser frívolas y antiislámicas. Otros lo llaman haram, o prohibido según la ley islámica.

## Reconocimientos
El equipo ha ganado trofeos pero no recibe premios en metálico. En 2013, Anthony Bourdain dio un paseo con las Speed Sisters en su serie Parts Unknown. En 2015, se estrenó el documental Speed Sisters que detalla narra la realidad de las miembros del equipo de carreras y las acompaña por las pistas informales de Cisjordania. Este documental fue premiado en varios certámenes cinematográficos.